# جیمز مایکل گرگاری
جیمز مایکل گرگاری (انگلیسی: James Michael Gregary؛ زادهٔ ۲۰ مهٔ ۱۹۵۳) بازیگر اهل ایالات متحده آمریکا است.
از فیلم‌ها یا سریال‌های تلویزیونی که وی در آن‌ها نقش داشته‌است، می‌توان به سوگلی و جسور و زیبا اشاره نمود.